# Falun (comune)
Falun è un comune svedese di 56 001 abitanti, situato nella contea di Dalarna. Il suo capoluogo è la città omonima, che conta (2000) 35 315 abitanti.

## Località
Nel territorio comunale sono comprese le seguenti aree urbane (tätort):
- Bengtsheden
- Bjursås
- Danholn
- Enviken
- Falun
- Grycksbo
- Linghed
- Sågmyra
- Sundborn
- Svärdsjö
- Toftbyn
- Vika

## Amministrazione

### Gemellaggi
- Hamina
- Grudziądz
- Gütersloh
- Vordingborg